# Банов До
Банов До архаично Бандо (алб. Banovdoll) је насеље у општини Звечан на Косову и Метохији. Село нема школу, деца одлазе у основну школу „Свети Сава“ у Жeровници.

## Географија
Атар насеља се налази на територији катастарске општине Банов До површине 379 ha, по општинским подацима 367 ha. Село Банов До налази се на 5 километара северозападно од Звечана у подножју планине Рогозне, увучено у долини Козаревске реке. Већина кућа је подигнута са леве старне тока Козаревске реке и припада групи старих српских насеља. Њиве су добре родности око кућа и на местима која се називају: Шибове, Присоје, Равна, Јованов Лаз, Терзина Њива, Бијељак, Губин До; шуме и испаше су по брдима.

## Историја
Помиње се у Светостефанској повељи краља Стефана Милутина из 1313. године као „Бање Поље“. Народно предање име села везује за Стахињића Бана. Као село „Бањадо“ у жупи Звечану унето је у турски пописни списак села 1455. године. Готово у средини села, на ниској заравни, одржало се старо гробље. У њему се виде темељи порушене црквице, која је била, по предању, посвећена цару Константину и Јелени. Око црквине има грубо клесаних надгробних плоча од камена. У Девичанском катастиху записано је 1761. године село Бандо, а 1832. године у једној исправи као село „Пандо“. Село је после велике сеобе 1690. године опустело и по народним предања у овом селу повећање броја српског становништва започиње крајем 18. века враћањем људи на своја вековна огњишта. Његово старије становништво одселило се 1879. године у Топлицу. Године 1941. становништво се разбегло, а куће попаљене. Тада од људи „ко је код куће замрко, тај није освануо“. После бежаније становништво се повратило на своја огњишта. У каснијим пописима помиње се као Дол са три хришћанске куће.
Од 1978. године до села постоји асфалтни пут изграђен самодоприносом грађана и којим је село повезано са Звечаном, а од пре неколико кроз насеље пролази асфалтни пут који повезује општине Звечан и Зубин Поток. Село је повезано на градски водовод, а делови имају сеоске водоводе. Већина домаћинстава има фиксне телефоне. У селу постоји Црква посвећена Светом Цару Константину и Царици Јелени по расположивим подацима из 14. века која је три пута рушена и обнављана.

## Порекло становништва по родовима
- Јолавићи, 5 кућа, и њихови огранци Јоксимовићи, 4 куће, Савићи, 3 куће, Миљковићи, 2 куће, Лазаревић, 1 кућа, Игњатовић, 1 кућа, су од Куча Радовића у Жеровници; од Јоловића су Живковићи у Рудинама на Рогозни, тамо летовали са стоком па се стално настанили.
- Мијаиловићи, 5 кућа, Марковић, 1 кућа, слава Св. Петка, предак из суседног предела Колашина, старином Бјелопавлићи; Јаковљевићи у Матици, Спасојевићи у Jагњеници, Вулетићи у Жеровници и Манојловићи у колашинском Перлезу су од њих.
- Јаковљевићи, 3 куће, слава Ђурђевдан, из суседног Рујишта, прешли око 1890. године; од њих су Јаковљевићи у Бресници.
- Вучковић, Стевановић, 1 кућа, су од старинаца у Вучој на Ибру.[1]

## Демографија
Према проценама из 2009. године које су коришћене за попис на Косову 2011. године, ово насеље је имало 233 становника, већина Срби.
| Година       | 1948 | 1953 | 1961 | 1971 | 1981 | 1991 | 2011 |
| ------------ | ---- | ---- | ---- | ---- | ---- | ---- | ---- |
| Становништво | 155  | 167  | 230  | 223  | 220  | 180  | 233  |

|  |